# Rayshawn Simmons
Rayshawn Laron Simmons (Saint Louis, 25 september 1993) is een Amerikaans basketballer.

## Carrière
Simmons speelde collegebasketbal voor de Moberly Greyhounds van 2012 tot 2013. In 2013 maakte hij de overstap naar de Central Michigan Chippewas waar hij speelde tot in 2016. In de NBA draft van 2016 werd hij niet gekozen. Hij tekende in januari 2017 bij het Tsjechische BK Prostějov. In de zomer van 2017 speelde hij voor de Washington Wizards in de NBA Summer League. Hij tekende daarna bij het Hongaarse ZTE KK maar speelde maar twee wedstrijden voor hen. Hij tekende daarna bij het Australische Logan Thunder.
Voor het seizoen 2018/19 tekende hij bij de Duitse tweedeklasser Ehingen Urspring. Nadien keerde hij terug naar de Logan Thunder uit Australië. Voor het seizoen 2019/20 tekende hij bij de Belgische eersteklasser Kangoeroes Mechelen waar hij een seizoen speelde. In 2021 tekende hij bij de Duitse tweedeklasser Science City Jena. In de zomer van 2022 speelde hij voor DaGuys STL in The Basketball Tournament. In oktober 2022 wisselde hij naar de Griekse eersteklasser Ionikos Nikaias BC. In de zomer speelde hij opnieuw in The Basketball Tournament ditmaal voor de B1 Ballers.
Simmons startte het seizoen 2023/24 bij de Duitse tweedeklasser Eisbären Bremerhaven maar verliet de club al in oktober 2023. In december 2023 tekende hij voor het Qatarese Al Ahli SC. In februari 2024 tekende hij bij de Roemeense eersteklasser CSS Bega Timișoara.